# گیاگان ۸

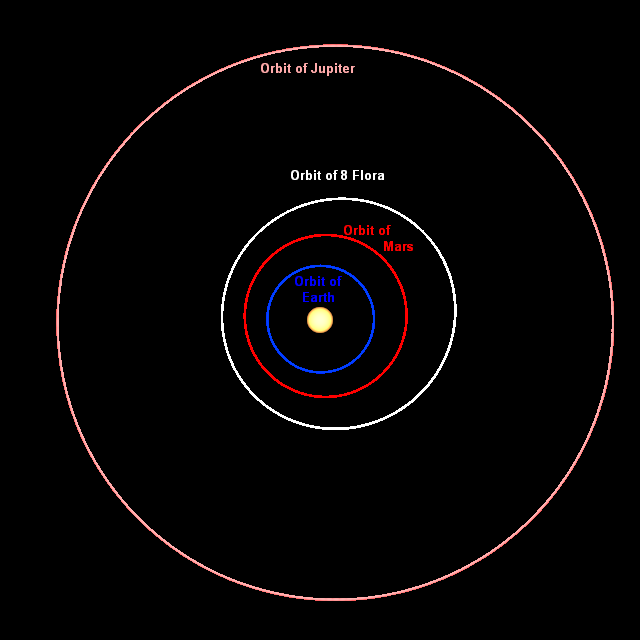
نمایی از محل قرارگیری سیارک گیاگان ۸ در مدار – ۲۰۰۹

سیارک ۸ (به انگلیسی: 8 Flora) هشتمین سیارک کشف شده‌است که در ۱۸ اکتبر ۱۸۴۷ و در لندن کشف شد.
قدر مطلق سیارک برابر ۶٫۴۹ است.